# تراموا کوتبوس
تراموا کوتبوس (آلمانی: Straßenbahnnetz Cottbus) سیستم تراموا در شهر کوتبوس، آلمان است.
این ترموا که در سال ۱۹۰۳ تأسیس شده دارای ۴ خط، ۴۹ ایستگاه و ۲۰٫۱ کیلومتر طول دارد.

## نگارخانه

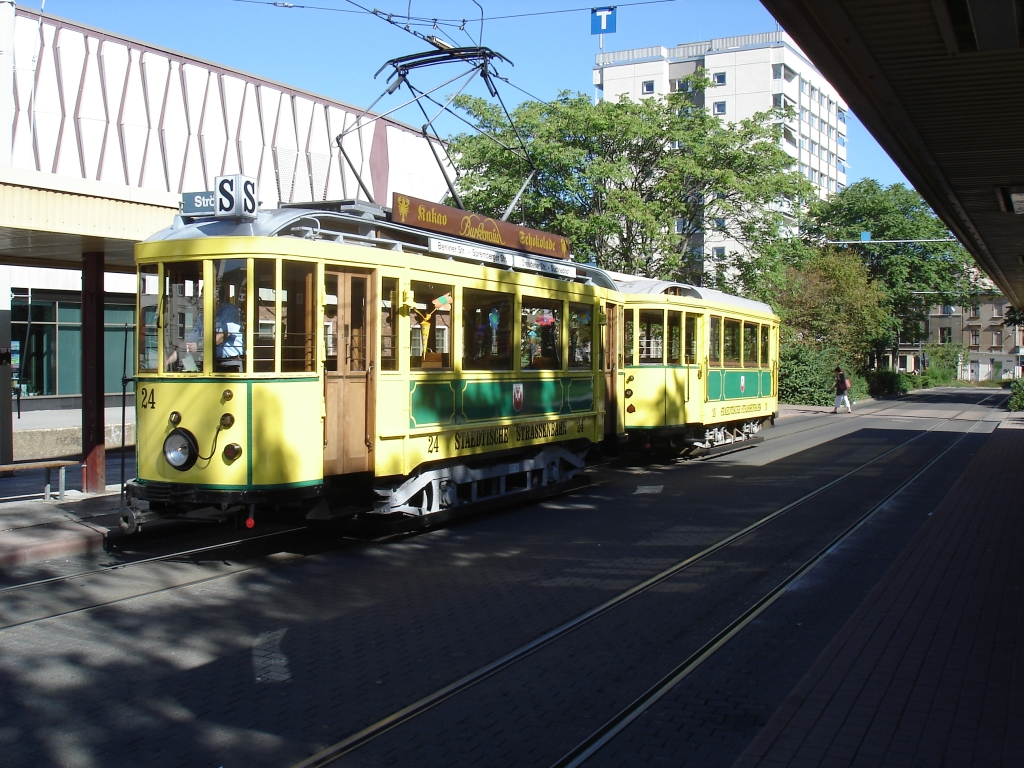
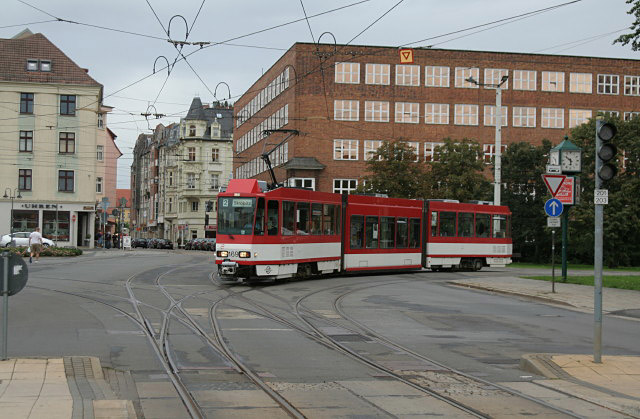
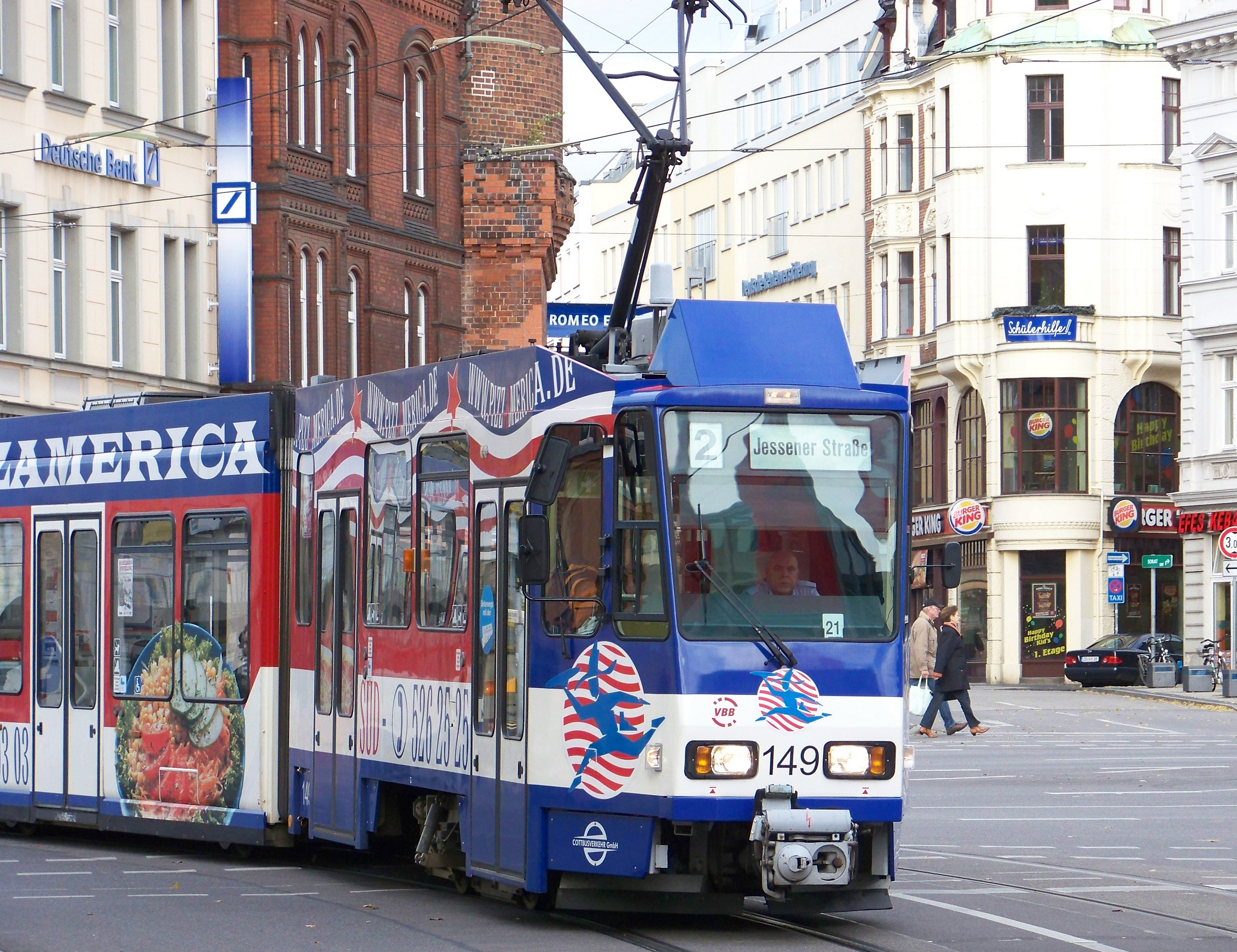